# Teunis Pieter Kleijn
Teunis Pieter Kleijn (Meerkerk, 10 maart 1873 - Muskegon, 14 maart 1951) was een Nederlandse burgemeester. Kleijn was lid van de Anti-Revolutionaire Partij (ARP).

## Leven en werk
Kleijn werd in 1873 in Meerkerk geboren als zoon van de koopman Arie Kleijn en Adriaantje Hoevens. Voordat Kleijn in 1903 benoemd werd tot burgemeester van Woubrugge was hij onder andere werkzaam in het christelijke onderwijs in Tiel. Zijn burgemeesterschap verliep niet erg gelukkig. Hij woonde, tegen de zin van de gemeenteraad, buiten de gemeente, waarvoor hij jaarlijks bij Koninklijk Besluit toestemming had gekregen. In 1915 werd hij op eigen verzoek ook benoemd tot secretaris van de gemeente Woubrugge. In 1916 legde hij zijn functie als burgemeester neer. Hij kreeg, op zijn verzoek, per 1 september 1916 eervol ontslag verleend als burgemeester van Woubrugge. Hij bleef nog wel enige tijd secretaris van de gemeente, totdat zijn opvolger Jan Cornelis Baumann ook die functie van hem overnam. Daarna werd Kleijn directeur van een ongevallenverzekering. Baumann stelde vast dat er in de periode van zijn voorganger als secretaris een chaotische situatie was ontstaan vanwege diens plichtsverzuim.
Kleijn trouwde op 7 oktober 1897 te Workum met Froukje van der Wal. Op 13 januari 1920 verhuisde hij naar Den Haag en twee jaar later emigreerde hij naar Amerika. Hij overleed aldaar in maart 1951 op 78-jarige leeftijd.

### Conflict
In 1919 kwam het tot een openlijk conflict tussen Kleijn en zijn opvolger Baumann, toen Kleijn een ingezonden brief stuurde naar meerdere kranten, waaronder het  "Het Volk" en het Leidsch Dagblad, waarin hij het handelen van zijn opvolger ten opzichte van de plaatselijke veldwachter scherp veroordeelde. Baumann diende na de publicatie in het Leidsch Dagblad een klacht in bij Justitie. Zowel de rechtbank als het gerechtshof in hoger beroep veroordeelden Kleijn tot een "geldboete van ƒ 100, alsmede tot vergoeding van de schade en tot betering van het nadeel, in eer en goede naam geleden, door den heer burgemeester van Woubrugge".